# Édouard-Marcel Charrière
Pour les articles homonymes, voir Charrière.
Édouard-Marcel Charrière, né le 14 avril 1892 à Évreux et mort au combat le 3 octobre 1918 à Semide, est un peintre français.

## Biographie
Marcel Aristide Gustave Charrière est le fils d'Aristide Désiré Charrière (1841-1902), percepteur, et de Louise Rose Marie Duluc (1854-1938).
Après la mort de son père, il vit à Paris au no 188 de la rue de Vaugirard avec sa mère.
Il entre en 1908 à l'école des beaux-arts de Paris, puis intègre en 1910 la classe de Fernand Cormon.
Il se présente Édouard-Marcel Charrière en exposant au Salon à partir de 1912.
En 1913, il obtient une mention honorable ainsi que le prix Brizard.
Incorporé en octobre 1913 à la 2e section d'infirmiers militaires, il passe par différents régiments d'infanteries et arrive au 149e RI le 31 août 1918.
Il meurt pour la France le 3 octobre 1918, lors de l'offensive Meuse-Argonne, tué à l'ennemi, aux champs des batailles d'Orfeuil, à Semide dans les Ardennes. Il est inhumé dans la nécropole nationale d'Orfeuil, dans la tombe individuelle no 303. La transcription du décès est portée à l'état civil du 15e arrondissement de Paris — son dernier domicile connu étant au no 10 de la rue Rosa-Bonheur — en date du 13 octobre 1918, rectifiée plus tard en 3 octobre 1918.

## Œuvres exposées aux Salons parisiens
- Portrait de Mme C., au Salon de 1912
- Portrait de M. S., au Salon de 1912
- Quai des Saints-Pères ; le soir, au Salon de 1913
- Avant le départ ; Le Havre, au Salon de 1914